# Eberhard Fromm
Eberhard Fromm (* 1938) ist ein deutscher ehemaliger Hochschullehrer für Marxistisch-Leninistische Philosophie.

## Leben
Eberhard Fromms Eltern kamen 1945 als Flüchtlinge nach Wismar. Der Junge absolvierte in Wismar und Greifswald das Gymnasium und arbeitete anschließend ein Jahr in der Landwirtschaft. 1956–1959 erwarb er in Berlin am Deutschen Institut für Berufsbildung einen Abschluss als Berufsschullehrer. Danach arbeitete er in diesem Beruf in Naumburg (Saale), belegte gleichzeitig ein Fernstudium für Philosophie an der Martin-Luther-Universität in Halle. Seine Diplomarbeit befasste sich mit der Ethik der Untersuchungen moralischer Anforderungen an die Lehrerpersönlichkeit. Es folgte eine Anstellung am Institut für Gesellschaftswissenschaften in Berlin. Von der Ethik wechselte er zum Gebiet  Geschichte der Philosophie. 1968 wurde Fromm mit dem Thema „Politik und Moral in der politischen Ethik“ promoviert, insbesondere mit Darstellungen der Geschichte der DDR-Philosophie. 1980 wurde er zum Professor am Lehrstuhl für Marxistisch-Leninistische Philosophie berufen. Nach der Wende und friedlichen Revolution wurde die Akademie für Gesellschaftswissenschaften beim ZK der SED aufgelöst und Fromm arbeitslos. Im Luisenstädtischen Bildungsverein Berlin recherchierte er die Geschichte des geistigen Lebens in Berlin in den 2000er Jahren, vor allem die Situation der Intellektuellen. Die begonnenen Studien zur Anatomie des deutschen Intellektuellen musste er wegen seines schlechten Gesundheitszustandes abbrechen.
Außer umfangreichen Veröffentlichungen trat Eberhard Fromm mit Vorlesungen und Vorträgen in der DDR, in der Bundesrepublik Deutschland, in der Sowjetunion, in der Tschechoslowakei und in Griechenland auf.
Eberhard Fromm ist verheiratet mit Erika Fromm. Das Ehepaar hat zwei Söhne. Fromm wohnt in Berlin-Marzahn und leitet dort die Sektion Schach der BSG BWF Marzahn im Berliner Schachverband.

## Schriften
- Wer denkt noch wie Schneewittchen? Ideen unserer Zeit kontra Geist der Vergangenheit. Verlag Neues Leben, Berlin 1978.
- Das schwarze Kabinett: Geschichten von Sowjetologen, DDRologen u. a. Astrologen. Verlag Neues Leben, Berlin 1983.
- Marx – von rechts gelesen: das konservative Marxbild der achtziger Jahre. Verlag Neues Leben, Berlin 1989.
- Der Kult der großen Männer. Dietz, Berlin 1991.
- Arthur Schopenhauer: Vordenker des Pessimismus. Dietz, Berlin 1991.
- Meister der deutschen Sprache – Zeitzeugen des 20. Jahrhunderts: die deutschsprachigen Literaturnobelpreisträger von Mommsen bis Grass. (Studien zur Anatomie des deutschen Intellektuellen). EL, Berlin 2004.
- Herren der Mittwochsgesellschaft: zur Geschichte der Berliner Aufklärung. (Studien zur Anatomie des deutschen Intellektuellen). Luisenstädtischer Bildungsverein, Berlin 2005.
- Engagierte Berliner als Ehrenbürger. In: Berlinische Monatsschrift (Luisenstädtischer Bildungsverein). Heft 4, 2000, ISSN 0944-5560, S. 70–72 (luise-berlin.de).